# Bombylius aaroni
Bombylius aaroni är en tvåvingeart som beskrevs av Baez 1983. Bombylius aaroni ingår i släktet Bombylius och familjen svävflugor. Inga underarter finns listade i Catalogue of Life.